# Decominó
Un decominó, o 10-ominó, es un poliominó de orden 10, es decir, un polígono plano formado por 10 cuadrados del mismo tamaño conectados arista con arista. Cuando las rotaciones y los reflejos no se consideran formas distintas, hay 4655 decominós libres diferentes (los decominós libres comprenden 195 con agujeros y 4460 sin agujeros). Cuando las reflexiones se consideran distintas, hay 9189 decominós unilaterales. Cuando las rotaciones también se consideran distintas, hay 36446 decominós fijos.

## Simetría

El único decominó con dos ejes de simetría de reflexión, ambos alineados con las diagonales

Los 4655 decominós libres se pueden clasificar según sus grupos de simetría:
- 4461 decominós no tienen simetría. El grupo de simetría consiste únicamente en la identidad.
- 90 decominós tienen un eje de simetría especular alineado con las líneas de la cuadrícula. El grupo de simetría tiene dos elementos, la identidad y la reflexión respecto a una línea paralela a los lados de los cuadrados.
- 22 decominós tienen un eje de simetría especular a 45° con respecto a las líneas de la cuadrícula. El grupo de simetría tiene dos elementos, la identidad y una reflexión diagonal.
- 73 decominós tienen simetría puntual, también conocida como simetría rotacional de orden 2. El grupo de simetría tiene dos elementos, la identidad y la rotación de 180°.
- 8 decominós tienen dos ejes de simetría de reflexión, ambos alineados con las líneas de la cuadrícula. El grupo de simetría tiene cuatro elementos, la identidad, dos reflexiones y la rotación de 180°. Es el grupo diédrico de orden 2, también conocido como el grupo de Klein.
- 1 decominó tiene dos ejes de simetría de reflexión, ambos alineados con las diagonales. El grupo de simetría es también el grupo diédrico de orden 2 con cuatro elementos.

A diferencia de los octominós y los nonominós, ningún decominó tiene simetría rotacional de orden 4.

## Empaquetado y mosaico

Un self-tiling teselado compuesto por decominós

Un cuadrado mágico geométrico compuesto por decominós

195 decominós tienen agujeros. Esto hace que sea trivial demostrar que el conjunto completo de decominós no se puede empaquetar en un rectángulo, y que no todos los decominós pueden teselar el plano.
Los 4460 decominós sin huecos comprenden 44600 cuadrados unitarios. Por lo tanto, el cuadrado más grande que se puede revestir con distintos decominós tiene como máximo 210 unidades de lado (210 al cuadrado son 44100). Livio Zucca construyó un cuadrado de este tipo que contiene 4410 decominós.